# Središče (Moravske Toplice, Slovenija)
Središče (mađarski: Szerdahely) je naselje u slovenskoj Općini Moravskim Toplicama. Središče se nalazi u pokrajini Prekomurju i statističkoj regiji Pomurju. 

## Stanovništvo
Prema popisu stanovništva iz 2002. godine naselje je imalo 66 stanovnika.